# René Lussier
René Lussier (Montreal, 15 april 1957) is een Canadese componist, gitarist, basgitarist, percussionist, (bas)klarinettist en zanger. Hij heeft onder meer samengewerkt met Fred Frith, Chris Cutler, Jean Derome en Robert M. Lepage. Zijn werk combineert elementen van allerlei genres. Lussier is een van de belangrijkere figuren in de musique actuelle-scene van Montreal.
Lussier begon zijn muzikale carrière in 1973 als lid van de progressieve rockgroep Arpège. Van 1976 tot 1980 speelde hij in de groep Conventum van gitarist André Duchesne, met wie hij sindsdien bevriend is. In deze groep zat in die tijd ook saxofonist Jean Derome. Lussier maakte met deze groep twee platen. Met Duchesne schreef hij ook in 1979 de muziek voor een korte film, Tanobe. Het was zijn eerste werk voor film: in de jaren erna zou hij (soms met anderen) de scores schrijven voor meer dan 35 films. Eind jaren zeventig en begin jaren tachtig speelde hij in een aantal andere groepen, waaronder Nébu, een trio van Derome dat hedendaagse jazz speelde en in 1981 stopte. Tussen 1982 en 1984 speelde hij gitaar voor zangeres, actrice en femistisch activiste Pauline Julien.
In 1983 richtten Derome, Duchesne, Lepage en Lussier het collectieve en onafhankelijke platenlabel Ambiances Magnétique op, dat zijn leden de mogelijkheid bood avant garde-muziek uit te brengen. Op dit label bracht Lussier zijn eerste solo-plaat uit: Fin du Travail (version 1) (1983). Een jaar later volgde een plaat met Lepage. In 1986 kwam op het label de eerste lp uit van 'Les Granules', een duo van Lussier en Derome. Het duo combineerde traditionele songs, improvisatie, muzikale parodie en sociaal commentaar. Lussier en Derome zouden tot 1998 af en toe onder deze naam optreden, maar stopten ermee in 1998.
In oktober 1986 trad Lussier met gitarist Fred Frith, die hij zeer bewonderde, op in een concert. Van het concert kwam een cd uit, Nous Autres, en Lussier werd bekend bij een groter publiek. Het was de eerste samenwerking van Frith en Lussier. In 1988 formeerde Frith de groep Keep the Dog, waar Lussier en Derome in speelden. De groep bestond twee jaar. Ook werd Lussier door Frith uitgenodigd mee te spelen in diens experimentele Fred Frith Guitar Quartet, dat gedurende zo'n tien jaar actief was (1989-1999) en verschillende cd's uitbracht. Lussier verscheen bovendien in een documentaire over Frith, Step Across the Border (1990).
Sinds 1983 heeft Lussier meer dan twintig platen gemaakt, solo en in samenwerking met anderen. Zijn bekendste cd is Le Trésor de la Langue uit 1989, het bestverkochte album van het door hem opgerichte label en een klassieker in de geschiedenis van de 'musiques actuelle'.

## Discografie (selectie)
- Soyez Vigilants...Restez Vivants! volume 1 (Les Granules), Ambiance Magnetiques, 1986
- Nous Autres (met Fred Frith), Recommended, 1987
- Le Retour des Granules (Les Granules), Ambiance Magnetiques, 1987
- Le Trésor de la Langue, Ambiance Magnetiques, 1989
- Au Royaume du Silencieux (Les Granules), Ambiance Magnetiques, 1992